# Kusmuryn
Kusmuryn (t. Ubagan, Kuszmurun; kaz. Құсмұрын; ros. Кушмурун, Убаган) – słone jezioro w północno-zachodnim Kazachstanie, w centralnej części Bramy Turgajskiej. Powierzchnia - 210 km², głębokość - 1-3 m, wysokość lustra wody - 103 m n.p.m. Reżim śnieżny. Przez jezioro przepływa rzeka Ubagan (dopływ Tobołu w dorzeczu Irtyszu). Podczas wysokiego stanu wody wiosną woda w jeziorze jest słodka, przez pozostałą część roku - lekko słona. Jezioro jest bogate w ryby. 